# Will Burtin
Will Burtin (Colonia, 17 gennaio 1908 – New York, 18 gennaio 1972) è stato un designer tedesco.
È considerato il padre del concetto di identità societaria (corporate identity).

## Attività
Burtin ha imparato il mestiere del designer grafico in maniera autodidatta. Dal 1927 ha avuto un proprio studio a Colonia.
Nel 1938 si sposterà negli Stati Uniti dove, sette anni più tardi, diventerà direttore artistico della rivista Fortune. Aprirà poi un proprio studio a New York. Il suo studio ha curato progetti per numerose aziende tra le quali Kodak, IBM, Union Carbide.
Burtin è stato presidente della sezione americana delle Alliance Graphique Internationale (AGI).

## Premi ed Esposizioni
- Medaglia d'oro all'Esposizione dell'AIGA del 1971.